# Кызыл Октябрь (Башкортостан)
Кызыл Октябрь (баш. Ҡыҙыл Октябрь) — деревня в Ишимбайском районе Башкортостана, входит в состав Кузяновского сельсовета.

## Население
| 2002 | 2009 | 2010 |
| ---- | ---- | ---- |
| 70   | ↘36  | ↗40  |

Национальный состав
Согласно переписи 2002 года, преобладающая национальность — башкиры (96 %).

## Географическое положение
Расстояние до:
- районного центра (Ишимбай): 49 км,
- центра сельсовета (Кузяново): 5 км,
- ближайшей ж/д станции (Стерлитамак): 48 км.

## Инфраструктура
Все дома обеспечены питьевой водой и сетевым газом.
Улица одна: Центральная

## Известные жители
- Гильманов, Фарит Фаррахович (род. 8 февраля 1976) — глава городского округа город Салават с апреля 2011 года.